# Fuke

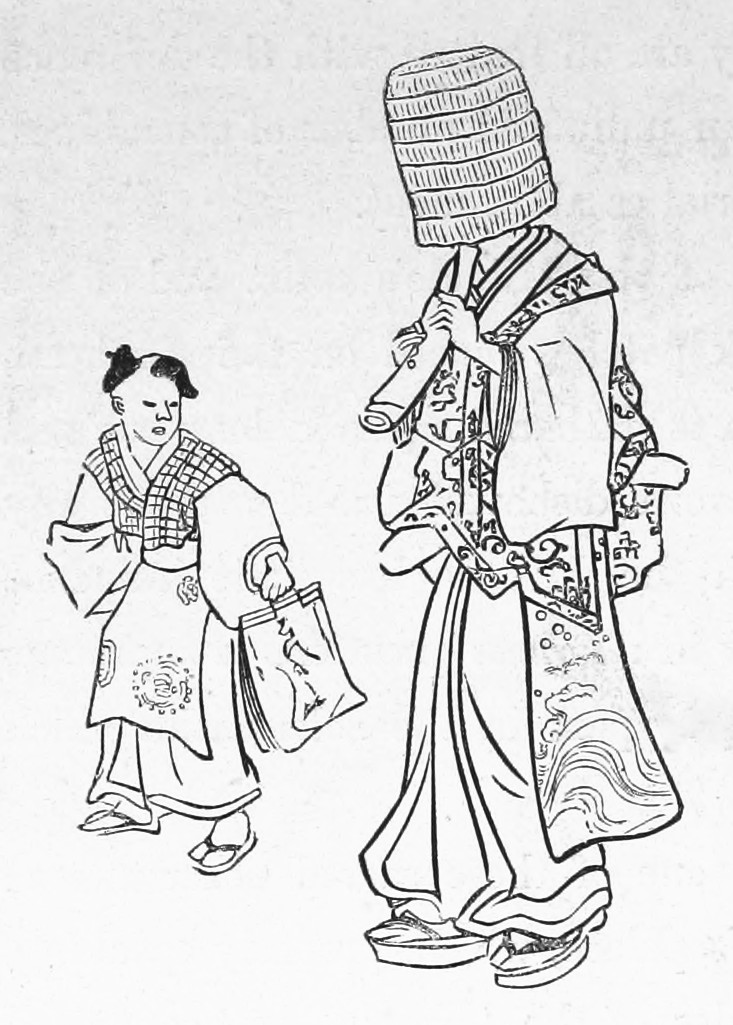
Mnich kōmusō

Fuke (jap. 普化) lub 普化宗 (jap. fuke-shū) – gałąź buddyzmu zen istniejąca w Japonii od XIII wieku do wieku XIX. Mnisi fuke byli znani z medytacji poprzez grę na flecie shakuhachi.

## Historia i charakter
Fuke wywodzi się z nauk chińskiego mistrza zen (właśc. chan) Linji Yixuana (ok. 800–866), znanego w Japonii jako Rinzai Gigen. Wśród uczniów Linji był też Pǔhuà (普化), którego imię jest po japońsku wymawiane jako "fuke" i którego szkoła fuke uważała za założyciela. Pǔhuà był człowiekiem wielu talentów, znany był ze swej twórczej natury. Nie wiadomo co prawda, czy miał jakieś zdolności muzyczne. Zwolennicy fuke wspominali jednak często legendę, według której miał on biec po swoim rodzinnym mieście uderzając w dzwon, aby przebudzić ludzi ku oświeceniu. W tym samym celu miał on używać fletu.
Fuke przyniósł do Japonii Shinchi Kakushin (心地覚心 1207–1298), znany też jako Muhon Kakushin (無本覚心), a po śmierci nazwany Hotto Kokushi (法燈国師). Kakushin studiował u chińskiego mistrza Wumena Huikaia (無門慧開) (1183–1260) oraz przez 5 lat praktykował grę na flecie u mnicha Zhangsana. Po otrzymaniu od niego przekazu gry, powrócił do Japonii wraz z czterema świeckimi uczniami Zhangsana. W prefekturze Wakayama założył Kokoku-ji i wybudował również małą świątynię dla owych czterech Chińczyków, których nazywano fuke na cześć znanego mnicha, mistrza chan Puhua. Tak zaczęła się szkoła fuke. Wielkim uczniem Kakushina był Konsen, któremu patronował Tsunetoki Hōjō, pomagając w wybudowaniu klasztoru Ichigetsu, który stał się główną świątynią fuke.
W 1290 r. Tengai Myobo założył kōmu-shū czyli szkołę pustki w Shirakawie (Kioto) i uczył swoich uczniów medytacji zen i sztuki gry na shakuhachi (japoński bambusowy flet). Wkrótce wstąpienie do tej szkoły stało się bardzo modne. Członków szkoły nazywano kōmusō czyli mnichami pustki. Grę na flecie uważali za formę medytacji i nazywali suizen (吹禅). Ci mnisi-muzycy byli także nazywani komosō (薦僧); dosłownie "mnisi słomianej maty"). Wędrowali oni po całej Japonii grając na shakuhachi. Poza specjalnym oddychaniem i koncentracją, mnisi pustki nie uprawiali żadnej zorganizowanej praktyki medytacyjnej. Nie brali również udziału w służbie świątynnej, rytuałach i czytaniu sutr. Ich jedyną formalną praktyką zen było dmuchanie w bambusowy flet i doskonalenie jego brzmienia aż do osiągnięcia oświecenia. Nosili charakterystyczne kaptury z turzycy i wędrując przez wsie żebrali o żywność. Głównym celem ich nieustających pielgrzymek było doskonalenie gry i osiągnięcie prawdziwej natury wszystkich istot.
Gdy ów kult coraz bardziej się rozrastał, wędrujący kōmusō zorganizowali się w kilka grup. W okresie Edo (1603–1868), gdy ich kult osiągnął szczyt, posiadali 92 świątynie i wszystkie one były filiami siedmiu głównych szkół buddyzmu w Japonii.
Na początku przyjmowano do fuke tylko członków klasy samurajów. Ci, którzy nie przyjmowali honorowego kodeksu samurajów i ich ducha, oraz kryminaliści, nie byli przyjmowani. Nieco później zaczęto jednak przyjmować rōninów, a nawet kupców. Czasem wstąpienie rōnina do fuke związane było z przygotowaniami do zemsty na wrogu. Z powodu ich porywczego temperamentu szkoła fuke zdobyła reputację przynoszącej kłopoty.
Stopniowo mnisi kōmusō zaczęli się stawać ulicznymi grajkami. Ponieważ nadużywali swoich religijnych praktyk i tworzyli zamieszanie w społeczeństwie, rząd bakufu pozbawił ich siły, redukując ich szkołę w 1830 r. do zwykłego odgałęzienia szkoły zen rinzai. W 1871 r., w okresie Meiji, gdy buddyzm został poddany kontroli, a antybuddyjskie działania inspirowane przez wyznawców shintō wzrastały, praktyki szkoły fuke zostały zabronione. Jednak w 1888 r. pozostali przy życiu mnisi-muzycy ożywili dawne tradycje.
Obecnie istnieją w Japonii trzy odgałęzienia szkoły: myoan, fuke i hatto, które wciąż podtrzymują tradycję choć w zredukowanej formie.